# František Boleslav Zdrůbek
František Boleslav Zdrůbek (26. července 1842 Bezdědice — 14. září 1911 Chicago, USA) byl česko-americký evangelický farář, novinář, redaktor krajanských periodik, pedagog, autor učebnic češtiny a angličtiny, náboženských spisů, překladů z angličtiny a němčiny. Spolu s nakladatelem a tiskařem Augustem Geringerem od roku 1875 vydával a jako šéfredaktor vedl deník Svornost, první americký deník v češtině.

## Život

### Mládí
Narodil se v Bezdědicích u Hostomic. Rodina se následně přestěhovala do Hostomic a následně do Prahy, kde začal Zdrůbek studovat na gymnáziu. Jeho spolužákem zde byl mj. Josef Václav Sládek. Dva roky strávil v katolickém klášteře v Grazu, následně se z něj ale rozhodl odejít. Začátkem 60. let 19. století začal studovat ve švýcarské Basileji a stal se evangelickým farářem.

### Ve Spojených státech
Do USA Zdrůbek odcestoval roku 1867, důvodem byl též hluboký nesouhlas s v Rakouském císařství silně zaklíčenou katolickou doktrínou. Usadil se nejprve v Chicagu, centru českého krajanského života. Začal zde působit jako pastor, posléze i pedagog předmětů v češtině, mj. zpěvu. Novinářskými i religionistickými texty přispíval do periodik Pokrok, novin založených Karlem Jonášem, následně se spolu s redakcí přesunul do města Racine ve Wisconsinu. Roku 1868 jej zde navštívil spolužák J. V. Sládek, se kterým přicestovala Zdrůbkova snoubenka Linda Raišlová, se kterou se Zdrůbek oženil. Redakce se v dalších letech stěhovala ještě do Cedar Rapids v Iowě a Clevelandu v Ohiu. 

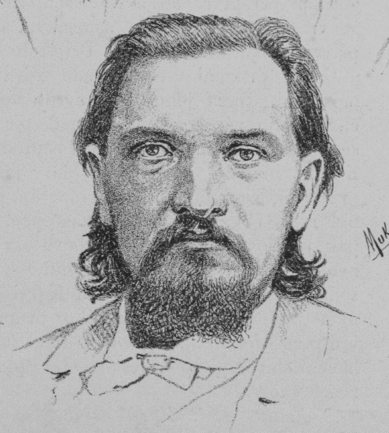
Josef Mukařovský: F. B. Zdrůbek (1885)

Roku 1875 se spojil s tiskařem Augustem Geringerem ve věci založení deníku vycházejícího pro českou komunitu. Geringerova tiskárna zůstala, jako jedna ze tří ve městě, po velkém požáru Chicaga v roce 1871 nepoškozená, což Geringerovi poskytlo značnou konkurenční výhodu a jeho podnikání, zaměřené hlavně na krajany, se dařilo. 8. října 1875 začal vycházet deník Svornost, nejstarší český deník v USA, informující jako o dění v zemích Koruny české, tak o amerických a světových událostech. Zdrůbek působil jako šéfredaktor listu. Přispíval též do Geringerova týdeníku Amerikán.

### Českoamerická komunita
František Boleslav Zdrůbek se stal význačnou postavou české komunity ve Spojených státech, byl členem řady chicagských spolků, mj. členem zdejšího Sokola. Sám stál v čele osvětového spolku Jednota svobodomyslných. Když odmítlo několik chicagských katolických hřbitovů pochovat Češku Marii Šilhánkovou kvůli nedodržení svátostí, spolupodílel se roku 1877 Zdrůbek spolu s Geringerem a dalšími též na založení Bohemian National Cemetery Association usilující o zřízení Českého národního hřbitova v Chicagu.

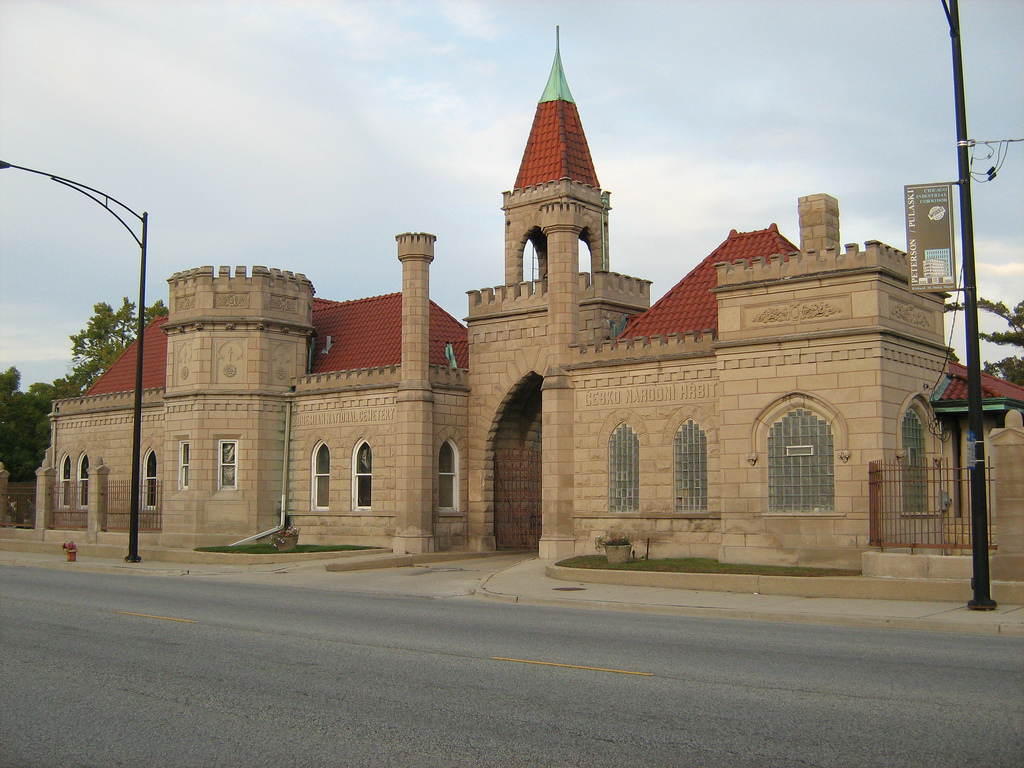
Český národní hřbitov v Chicagu založený roku 1877 Zdrůbkovou zásluhou

### Úmrtí
František Boleslav Zdrůbek zemřel 14. září 1911 v Chicagu ve věku 69 let a byl zde pohřben na Českém národním hřbitově. Pohřbu se zúčastnily davy lidí, zejména amerických Čechů a Slováků.